# ماريون إي. ارين
ماريون إي. ارين (بالإنجليزية: Marion E. Warren)‏ هو مصور أمريكي، ولد في 18 يونيو 1920، وتوفي في 8 سبتمبر 2006.